# Меденичская поселковая община
Меденичская поселковая общи́на (укр. Меденицька селищна громада) — территориальная община в Дрогобычском районе Львовской области Украины.
Административный центр — посёлок Меденичи.
Население составляет 18 847 человек. Площадь — 296,2 км².

## Населённые пункты
В состав общины входит 1 посёлок (Меденичи) и 18 сёл:
- Летня
- Коросница
- Ровное
- Опоры
- Грушев
- Репчицы
- Летыня
- Долгое
- Тынов
- Зады
- Далява
- Солонское
- Вороблевичи
- Городковка
- Верхний Дорожев
- Волоща
- Ролев